# Spreckels, California
Spreckels, California (енгл. Spreckels) насељено је место без административног статуса у америчкој савезној држави Калифорнија.

## Демографија
По попису из 2010. године број становника је 673, што је 188 (38,8%) становника више него 2000. године.
| Група             | 2000.       | 2010.       |
| Белци             | 327 (67,4%) | 438 (65,1%) |
| Афроамериканци    | 3 (0,6%)    | 0 (0,0%)    |
| Азијати           | 13 (2,7%)   | 26 (3,9%)   |
| Хиспаноамериканци | 134 (27,6%) | 193 (28,7%) |
| Укупно            | 485         | 673         |